# Бургас (аэропорт)
Аэропорт Бургас (болг. Летище Бургас), также известный как Аэропорт Сарафово (ИАТА: BOJ, ИКАО: LBBG) — международный аэропорт болгарского города Бургаса. Является вторым по величине аэропортом в стране, после аэропорта Софии.
Пик пассажиропотока приходится на летний период обслуживания чартерных международных рейсов. В 2017 году пассажирооборот аэропорта составил 2,982,339 пассажиров, было произведено 21,466 взлётов-посадок.

## Планы развития
В настоящее время аэропорт Бургаса переживает значительное увеличение перевозок в связи с ростом индустрии туризма в Болгарии, поэтому есть необходимость в его модернизации, расширении и увеличении пропускной способности. В июне 2006 правительство Болгарии передала концессию на аэропорты Бургаса и Варны компании Fraport AG Frankfurt Airport Services Worldwide на 35 лет длиной в обмен на инвестиции, в общей сложности превышающие 500 млн евро.
Fraport создал партнёрство с болгарской компанией BM Star. Концессионер принял обязательство инвестировать 403 млн евро в этих двух аэропортах в течение срока концессии. Инвестиции будут направлены на строительство новых терминалов, транспортные средства и инфраструктуру, расширение перронов в аэропортах. Fraport является ведущим партнером, он владеет 60%-ой долей в консорциуме с BM Star.

## Авиакомпании и пункты назначения

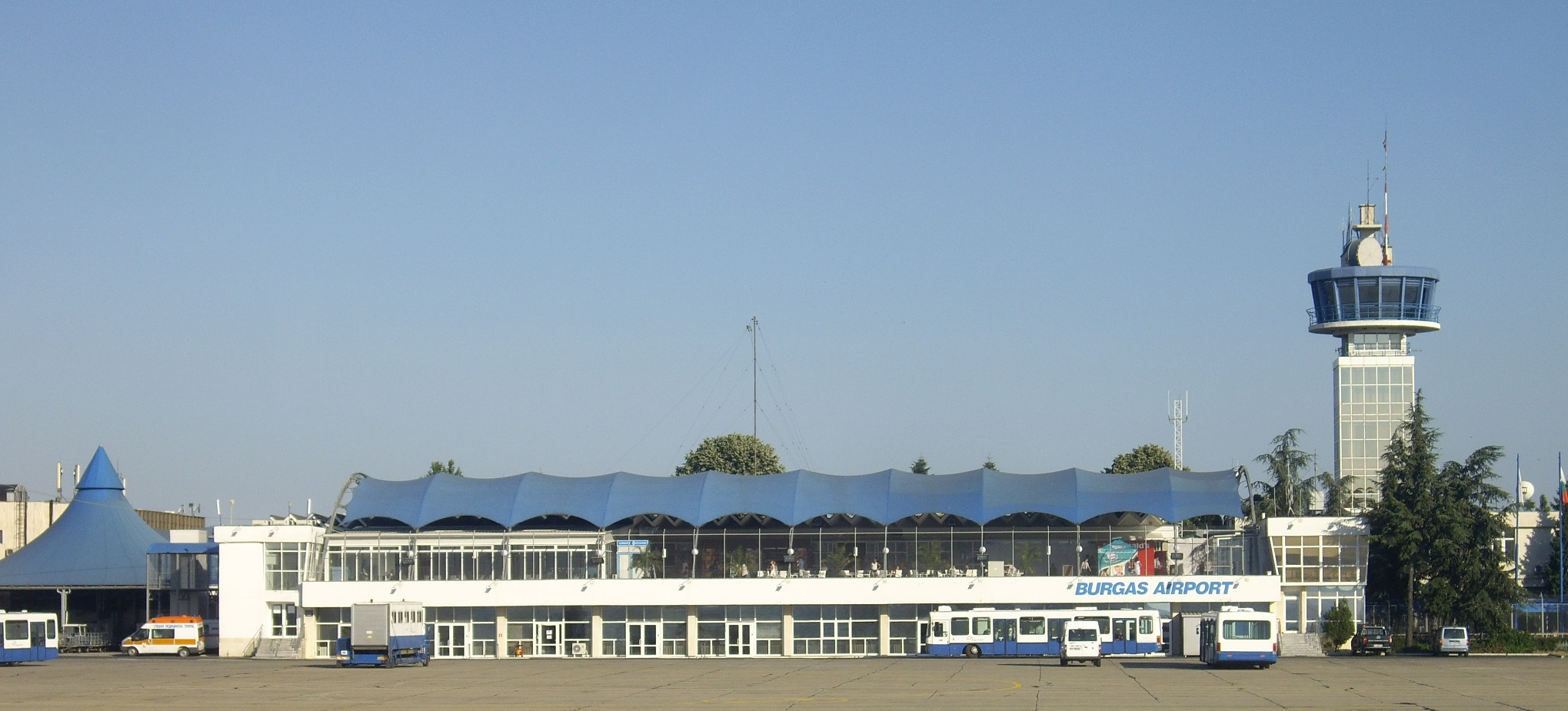
Старый терминал аэропорта

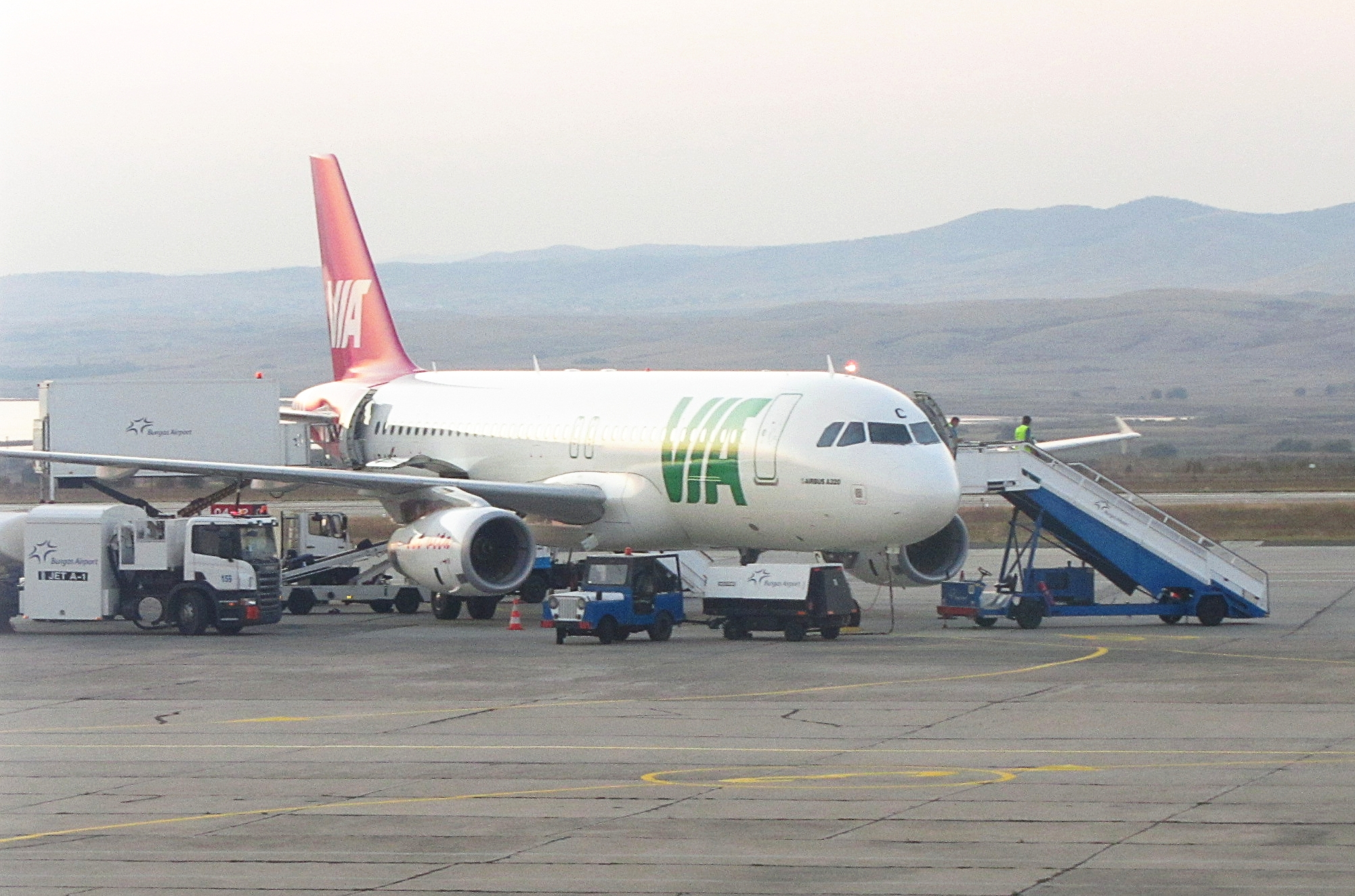
Airbus A320 Air VIA в Бургасе

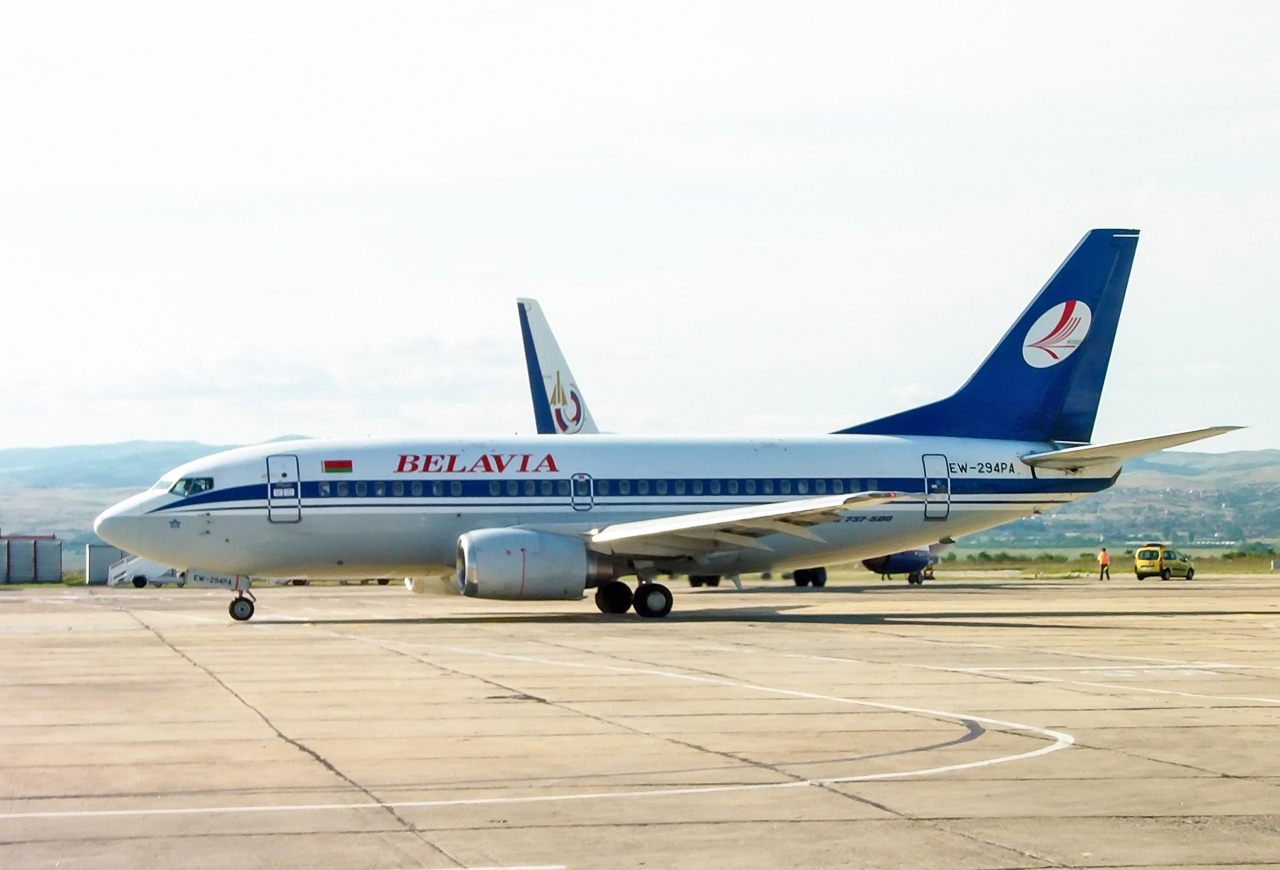
Boeing 737-500 авиакомпании Белавиа в Бургасе

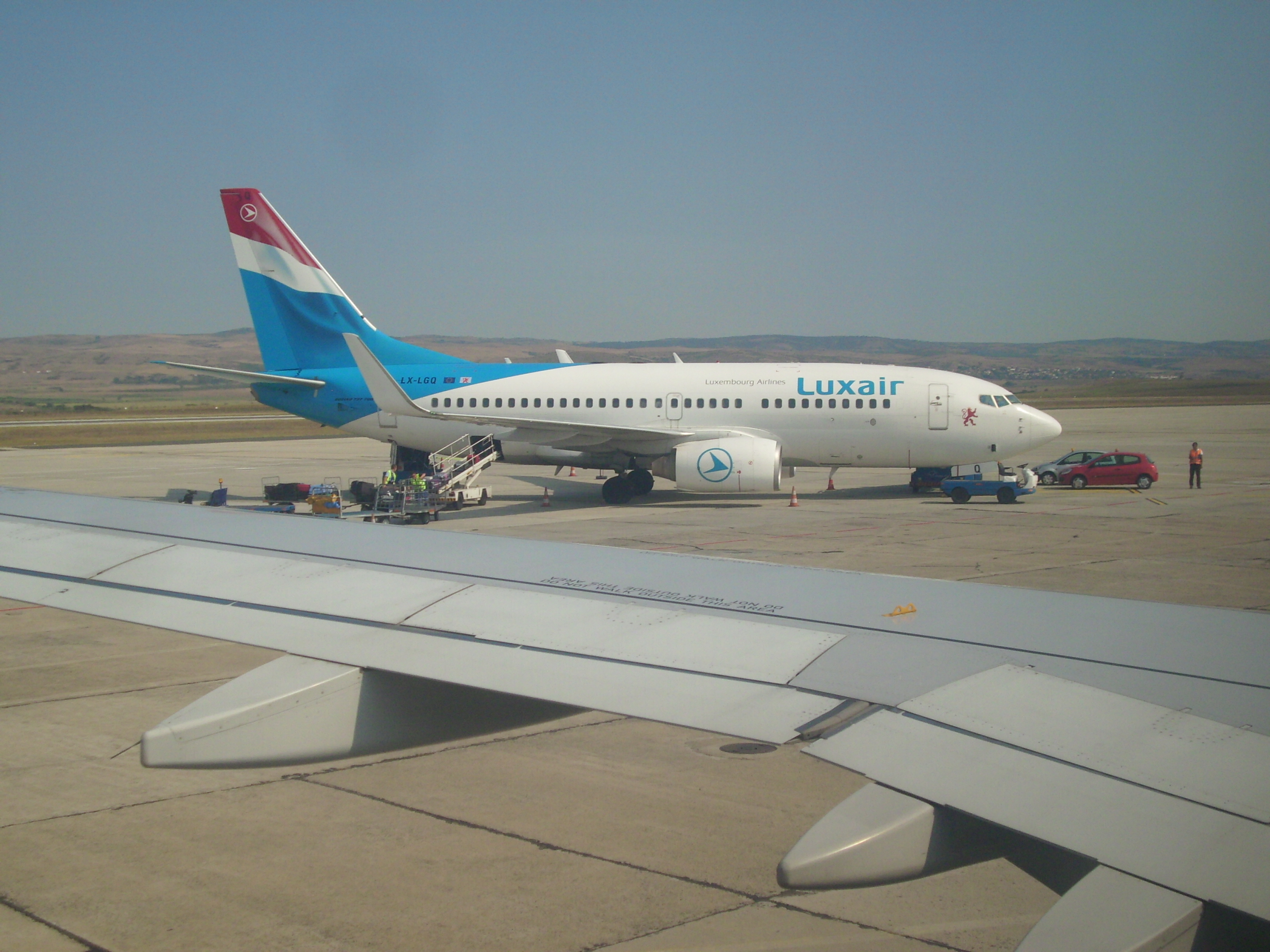
Boeing 737-700 Luxair в Бургасе

### Летние чартерные рейсы

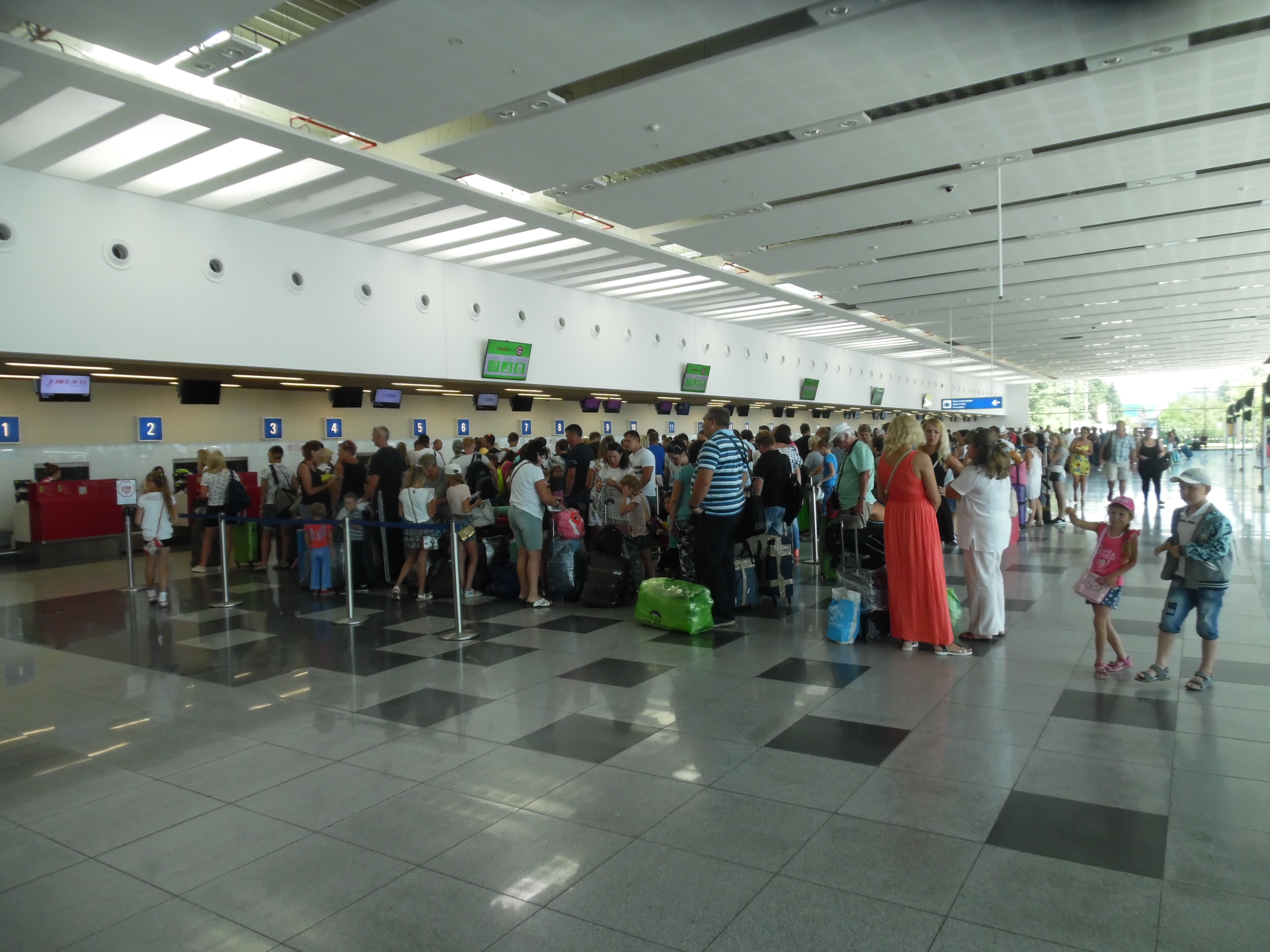
Зал регистрации, июль 2016 года

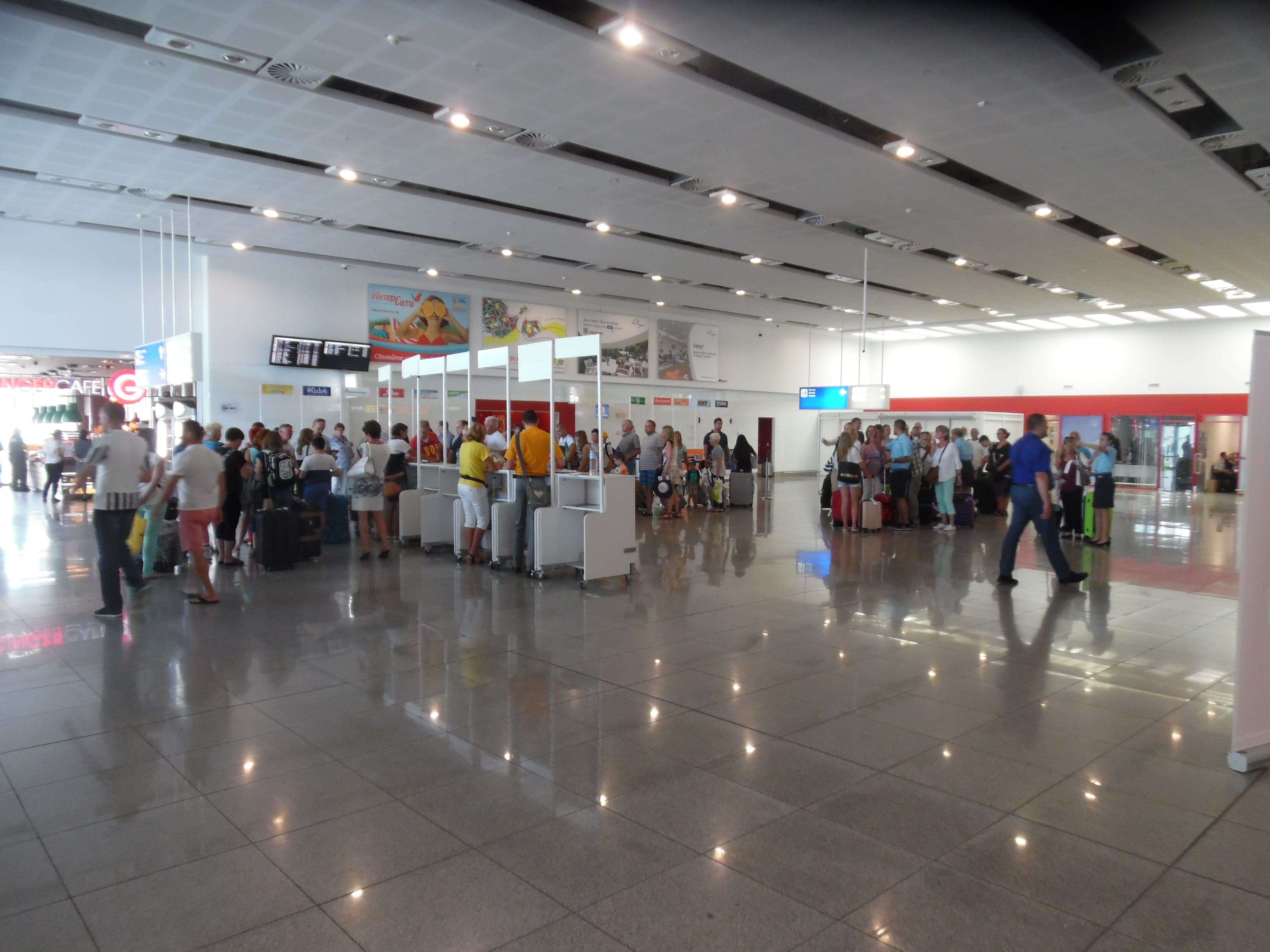
Зал прибытия, июль 2016 года

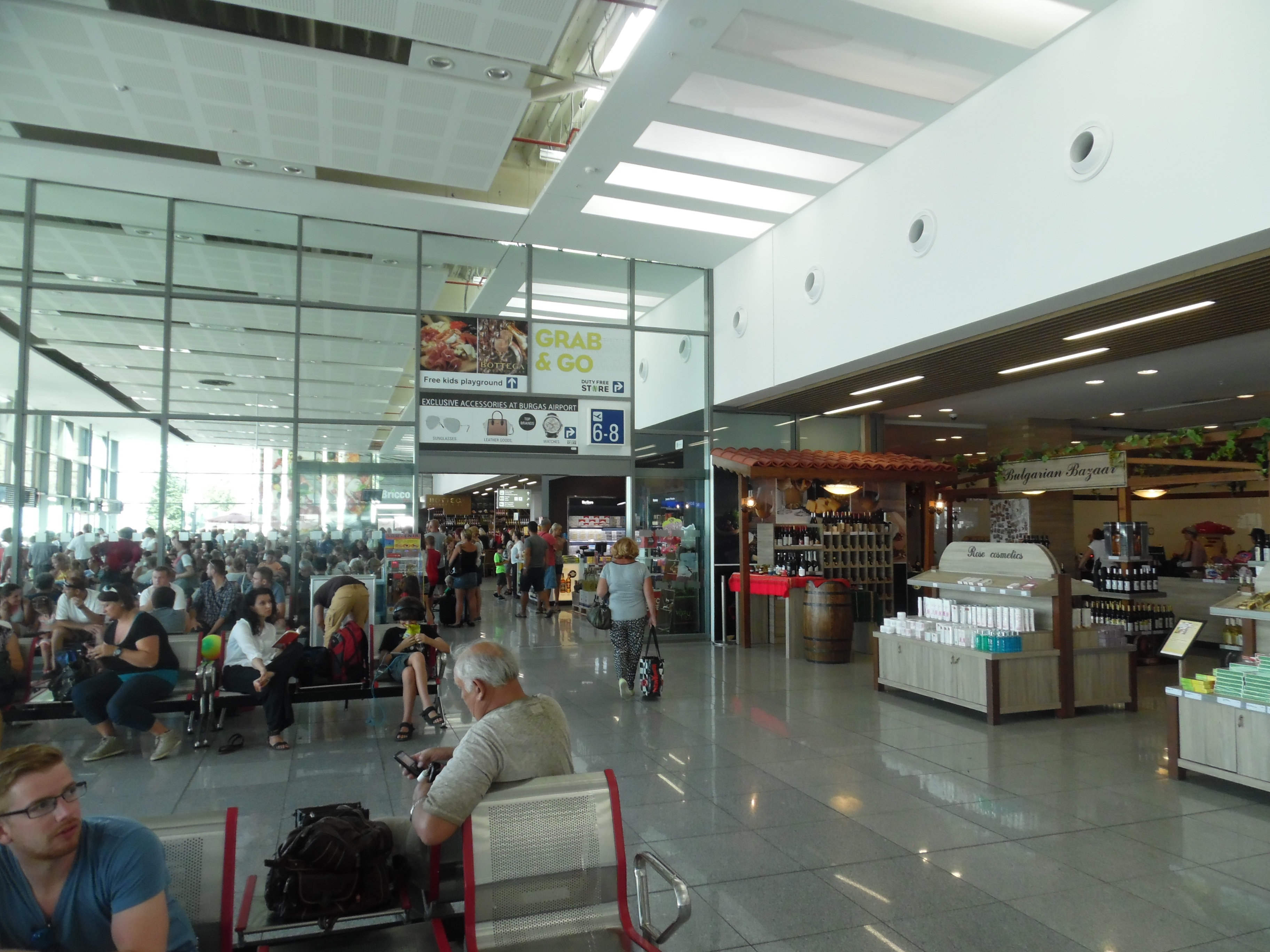
"Накопитель", июль 2016 года

## Происшествия
18 июля 2012 года в аэропорту Бургаса прогремел взрыв в автобусе, перевозившем группу израильских туристов. В результате теракта-самоубийства погибли шесть человек: пятеро израильских туристов и водитель-болгарин, более 30 человек получили ранения.